# Asparagus fasciculatus
Asparagus fasciculatus — вид рослин із родини холодкових (Asparagaceae).

## Біоморфологічна характеристика
Багаторічна в'юнка рослина 40–200 см заввишки.

## Середовище проживання
Ареал: Мадагаскар, ПАР, Намібія.